# Campionati europei di triathlon del 1987
I Campionati europei di triathlon del 1987 (III edizione) si sono tenuti a Marsiglia, Francia in data 21 giugno 1987.
Tra gli uomini ha vinto per la terza volta consecutiva l'olandese Rob Barel, mentre la gara femminile è andata alla britannica Sarah Coope.

## Risultati

### Élite uomini
| Pos. | Nome             | Paese       | Totale  |
| ---- | ---------------- | ----------- | ------- |
|      | Rob Barel        | Paesi Bassi | 1:58:12 |
|      | Philippe Methion | Francia     | 2:01:03 |
|      | Karel Blondeel   | Belgio      | 2:01:22 |

### Élite donne
| Pos. | Nome             | Paese       | Totale  |
| ---- | ---------------- | ----------- | ------- |
|      | Sarah Coope      | Regno Unito | 2:17:03 |
|      | Sarah Springman  | Regno Unito | 2:20:30 |
|      | Chantal Malherbe | Francia     | 2:22:21 |